# إدموند كولر
إدموند كولر (بالألمانية: Edmund Koller)‏ هو متزلج جماعي ألماني، ولد في 23 أغسطس 1930 في Ohlstadt ‏ في ألمانيا، وتوفي بنفس المكان في 9 يونيو 1998.

## وصلات خارجية
- إدموند كولر على موقع أوليمبيديا (الإنجليزية)